# بوب ماكهيو
بوب ماكهيو (بالإنجليزية: Bob McHugh)‏ هو عازف جاز وعازف بيانو أمريكي، ولد في 20 يوليو 1946.